# Melvin Ramusović
Melvin Aladin Ramusović (* 19. Juni 2001 in Sindelfingen) ist ein bosnisch-deutscher Fußballspieler.

## Karriere
Nach seinen Anfängen in der Jugend der SV Böblingen, des SV Vaihingen, des VfB Stuttgart und der Stuttgarter Kickers, für die er ein Spiel in der B-Junioren-Bundesliga bestritten hatte, wechselte er im Sommer 2017 in die Jugendabteilung des 1. FC Heidenheim. Nachdem er für seinen Verein zu 24 Einsätzen in der B-Junioren-Bundesliga und zu 43 Einsätzen in der A-Junioren-Bundesliga gekommen war, bei denen ihm fünf Tore gelangen, wurde er im Sommer 2020 in den Kader des Profiteams in der 2. Bundesliga aufgenommen und kam dort auch zu seinem ersten Einsatz im Profibereich, als er am 21. November 2021, dem 14. Spieltag, beim 2:1-Heimsieg gegen Holstein Kiel in der 90. Spielminute für Tobias Mohr eingewechselt wurde. Im April 2022 verlängerte er seinen Vertrag bis 2024. Am Ende der Spielzeit 2022/23 stieg er mit dem Klub als Zweitliga-Meister in die  Bundesliga auf.
Anfang September 2023 wechselte er in die Regionalliga Südwest zu den Stuttgarter Kickers, für die er bereits in der Jugend gespielt hatte. Nach einem Jahr in Stuttgart schloss er sich dem zuvor in die Regionalliga West aufgestiegenen KFC Uerdingen 05 an. Dieser stellte aufgrund einer Insolvenz nach 28 Spielen den Spielbetrieb ein, womit er den Verein verließ.
Zur Saison 2025/26 kehrte Ramusović in die Regionalliga Südwest zurück und schloss sich dem Drittliga-Absteiger SV Sandhausen an.

## Nationalmannschaft
Ramusović bestritt für die U18 des bosnisch-herzegowinischen Fußballverbandes im Jahr 2019 insgesamt zwei Länderspiele.

## Titel
- Deutscher Zweitligameister und Aufstieg in die Bundesliga: 2023 (1. FC Heidenheim)